# Крекінг-установка у Пуертояно
Крекінг-установка у Пуертояно — нафтохімічне виробництво у центральній частині Іспанії на південь від Мадриду.
Розташована на майданчику нафтопереробного заводу у Пуертояно установка парового крекінгу є одним з двох іспанських виробництв такого типу, що належать компанії Repsol (поряд з установкою у Таррагоні). Первісно вона споживала газовий бензин та мала річну потужність 250 тисяч тонн по етилену та 150 тисяч тонн по пропілену. Проте в середині 2010-х внаслідок оптимізації активів компанії піролізне виробництво у Пуертолано перевели на споживання газів нафтопереробки з одночасним зменшенням потужності по зазначеним олефінам до 95 і 65 тисяч тонн відповідно. При цьому тут зупинили виробництво поліетилену високої щільності, проте продовжили продукування етиленвінілацетату та поліетилену низької щільності.
Ще одним напрямком споживання етилену в Пуертояно є завод стирену та оксиду пропілену (епоксипропану). Введений в експлуатацію у 1970 році, він був першим у світі, де реалізували технологію спільного виробництва названих продуктів шляхом реакції етилбензену (продукт, що отримують з етилену та бензену) і пропілену. Станом на середину 2000-х потужність цього напрямку становила 160 тисяч тонн стиролу та 75 тисяч тонн епоксипропану. Крім того, тут продукуються 22 тисяч тонн пропіленгліколю та 50 тисяч тонн поліолей.
Пропілен також використовували для полімеризації у поліпропілен в обсягах 120 тисяч тонн на рік. Варто відзначити, що після зменшення потужності піролізної установки виробництво цього полімеру не скоротили, при цьому додатковий пропілен отримують шляхом екстракції із газів нафтоперобки.